# Tiroteo y secuestro en el centro comercial Westgate
El 21 de septiembre de 2013, entre 10 y 15 hombres armados atacaron el exclusivo centro comercial Nakumatt Westgate, disparando indiscriminadamente contra los civiles que se encontraban en el mismo y reteniendo como rehenes a un número de los mismos. Como resultado de este ataque y de la posterior operación de rescate, resultaron finalmente muertas al menos 72 personas, incluyendo 61 civiles, 6 soldados del ejército keniano y 5 de los atacantes, dejando también heridas a entre 175 y 200 personas más en un tiroteo masivo en Nairobi, capital y principal ciudad de Kenia.
El ataque fue reivindicado por la milicia somalí islamista Al-Shabbaab en represalia por la Operación Linda Nchi.

## Desarrollo
El ataque se inició hacia las 13:00 hora local (10:00 hora GMT) del mediodía en el centro comercial Westgate, cuando alrededor de una decena de hombres portando pistolas y granadas irrumpieron en el lugar y empezaron a disparar indiscriminadamente, haciendo detonar también una granada. Entre los fallecidos se encuentra el conocido poeta ghanés Kofi Awoonor y la periodista keniana Ruhila Adatia-Sood. Entre los muertos confirmados hay cuatro británicos, además de nacionales de una docena de países, entre los que están Perú, Reino Unido, Australia, Nueva Zelanda, EE. UU., Canadá, Francia, China, India, Ghana y los Países Bajos, además de Kenia. Para distinguir a los musulmanes de los que no lo eran obligaban a recitar suras del Corán, procediendo a asesinar a aquellos que mostraban desconocimiento
La policía y el ejército keniano rodearon el centro y media hora después del inicio del ataque entraron en el interior, peinando uno a uno los locales de la primera planta. Posteriormente, ya en la madrugada, media docena de vehículos militares fueron movilizados junto al centro comercial. Para entonces el Ejército keniata dominaba ya dos plantas del mismo. Además, tres tanquetas acorazadas y tres camiones militares fueron situados en las inmediaciones del centro comercial Westgate.
Durante la noche, hubo nuevos tiroteos y una pequeña explosión en el interior del complejo comercial, al que se desplazaron representantes de las fuerzas de seguridad del Reino Unido y Estados Unidos, entre otros países. Al operativo militar keniano se sumaron agentes del servicio de inteligencia israelí y estadounidenses para reforzar la operación de rescate de los rehenes.
A lo largo del día 23 de septiembre prosiguieron los enfrentamientos armados en el centro comercial entre el ejército keniano y los atacantes, principalmente en las plantas tercera y cuarta del complejo.
Finalmente, el día 24 de septiembre, las fuerzas de seguridad de Kenia consiguieron hacerse con el control del centro comercial, finalizando la crisis. La organización Al-Shabbaab anunció que 137 rehenes habían muerto.

## Reacciones

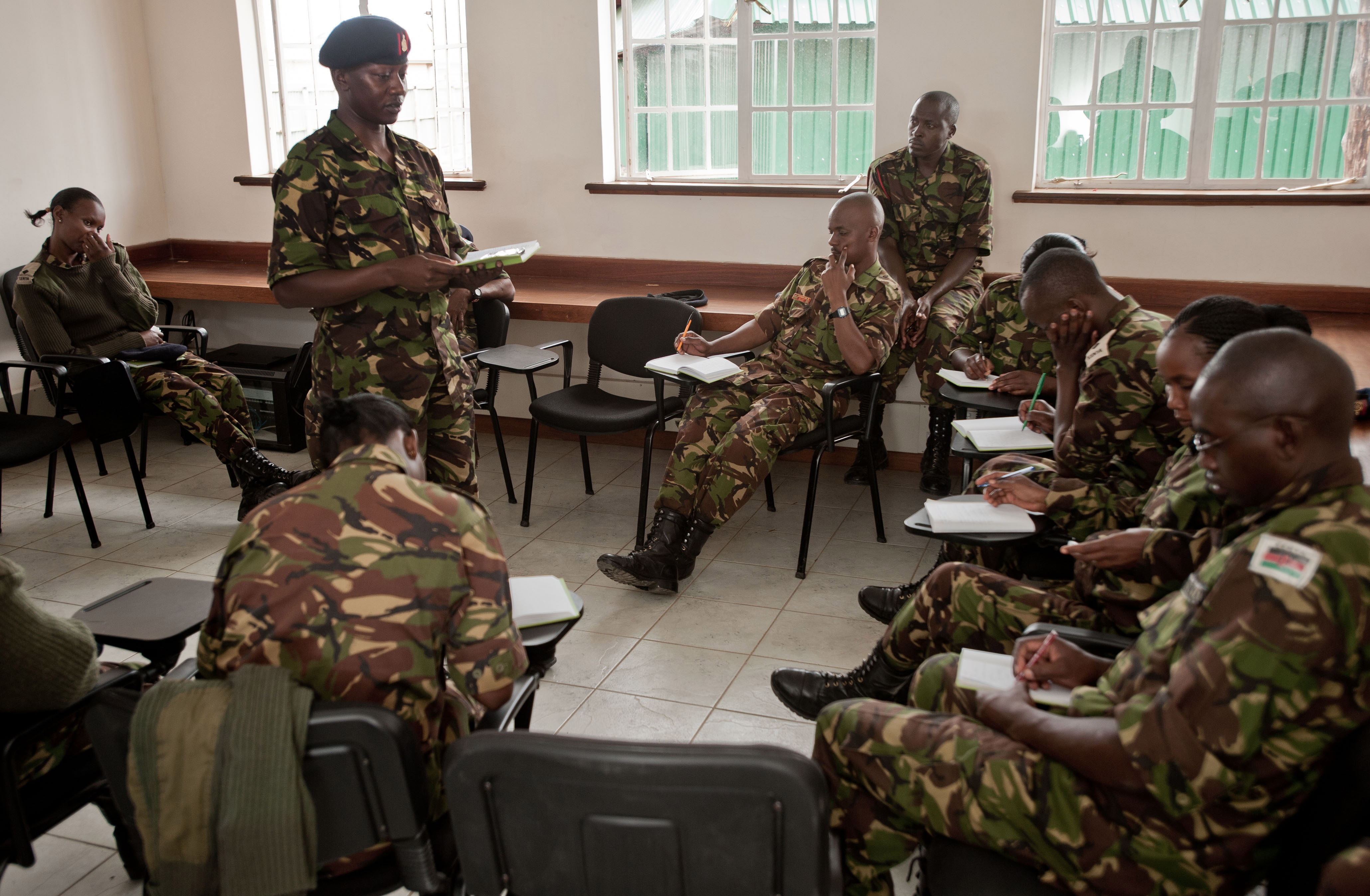
Soldados del Ejército keniano.

- Argentina — El Ministro de Asuntos Exteriores de Argentina[19] publicó un comunicado condenando el ataque y expresando sus condolencias al Gobierno de Kenia y a los familiares de las víctimas.[20]
- Canadá — El primer ministro Stephen Harper publicó un comunicado afirmando que "Canadá condena en los términos más firmes posibles este cobarde y aborrecible acto, que aparentemente tenía por objetivo civiles inocentes que estaban simplemente de compras".[21]
- Chile — El Ministerio de Relaciones Exteriores de Chile condenó de manera enérgica el ataque y señaló que "El Gobierno de Chile expresa su más hondo pesar al Gobierno y Pueblo de Kenia por esta irreparable pérdida de vidas humanas y expresa su solidaridad a las familias de las víctimas fallecidas y heridas."[22]
- Francia — El Presidente François Hollande calificó el acto de "ataque cobarde".[23] Dos mujeres francesas se encuentran entre los muertos.[24]
- Irán — El portavoz del Ministerio de Asuntos Exteriores iraní, Marziyeh Afkham, condenó los ataques, y expresó la simpatía de Irán hacia el pueblo de Kenia.[25]
- Venezuela — El Ministerio del Poder Popular para Relaciones Exteriores emitió una "enérgica condena por la acción de los grupos terroristas" en Kenia, expresando su solidaridad al Gobierno y el pueblo keniano. Así mismo, hizo votos por la tranquilidad y paz del país y por el castigo de los responsables.[26]